# Orange TV
Orange TV es un servicio de televisión digital interactiva que ofrece Orange en España a través de IPTV en las tecnologías FTTH y ADSL. El servicio comenzó sus emisiones el 22 de noviembre de 2006 como una plataforma incluida en los servicios Orange World que utilizaba la tecnología 3G de Orange.
A 1 de enero de 2022, Orange TV es la tercera plataforma de televisión por suscripción en número de abonados en España, con 655 mil, equivalentes al 8% del mercado.

## Historia
El 22 de noviembre de 2006, Orange anuncia su plataforma de televisión por suscripción que funcionaba en el servicio Orange World que utilizaba la tecnología 3G del teléfono móvil. En su presentación ofrecía nueve canales de televisión. El 6 de noviembre de 2007, la compañía anunció que estaba emitiendo en pruebas tres canales en alta definición en teléfonos móviles. El 7 de abril de 2008, la empresa anunció que lanzaría un servicio de vídeo bajo demanda y nuevos canales disponibles a través del PC y teléfono móvil. El 9 de junio de 2008, Orange y Sogecable llegaron a un acuerdo para distribuir Digital+ por satélite, creando así una oferta "triple play". El 19 de septiembre de 2008, la empresa anunció que incorporaría Gol Televisión a su oferta de televisión. El 24 de abril de 2009, la compañía anunció que ofrecería un partido de fútbol en 3D.
El 21 de julio de 2011, se lanzó una aplicación disponible a través de Android Market y App Store con una guía de programación, previsualización de contenido e incluso la posibilidad de hacer zapeo entre sus canales. El 27 de setiembre de 2013, lanzaron el servicio Orange TV, disponible desde cualquier dispositivo, con contenido a la carta y servicio de videoclub. El 9 de octubre de 2014, se lanzó la aplicación de Orange TV para televisiones inteligentes Samsung pudiendo acceder a toda la oferta de la compañía. El 20 de julio de 2015, Orange anunció que comercializaría un decodificador 4K para el servicio de televisión y que integra las aplicaciones de Rakuten TV y Netflix.

## Modalidades del servicio
En sus inicios Orange TV diferenciaba dos tipos de servicio, en primer lugar un denominado Paquete inicial, disponible para todos los clientes de Orange Televisión sin coste adicional y compuesto por 31 canales nacionales e internacionales, tanto temáticos como generalistas. El decodificador de Orange TV estaba preparado para sintonizar los canales de la TDT.
En segundo lugar, un Pack ampliado con el cual se podía aumentar el número de canales que recibe el abonado por un coste añadido.
Por otro lado la plataforma incluía los canales Playboy TV, Canal+ y Gol Televisión, que podían ser disfrutados por el suscriptor pagando por cada canal una cantidad mensual adicional al precio del paquete que posee y un servicio de videoclub en el que se podía ver películas en modo pago por visión mediante el pago de una cantidad que oscilaba entre los uno y tres euros.
El servicio del videoclub incluía los llamados Miércoles Orange mediante el cual, todos los miércoles, el usuario podía acceder a un paquete de contenidos gratuitos que se renovaba semanalmente. En los Miércoles Orange se podía ver gratis una película del videoclub, un documental, un contenido infantil (ya sea una película o un pack de episodios de una serie), una película adulta y en algunas ocasiones también un evento musical o deportivo. Dichos contenidos estaban disponibles durante las 24 horas del miércoles para que el usuario eligiera los que prefiera y los disfrutara en el momento que lo deseara durante dicho día.
En la actualidad el servicio cuenta con una única modalidad por un coste de 12,95€/7,95€ (según tarifa contratada) al mes que cuenta con los canales más representativos de la televisión de pago en el ámbito de las series, cine, infantiles y documentales además de unos pocos internacionales. También incluye varios canales en alta definición. Adicionalmente se puede contratar el Paquete Fútbol (beIN LaLiga, Movistar Partidazo, y LaLiga 123 TV), el canal Movistar Liga de Campeones, el canal Cazavision y Movistar Series.
La actual Orange TV funciona mediante streaming adaptativo (como plataforma de televisión en línea), requiriendo de un mínimo de 3,5 megas para funcionar correctamente un canal en SD. Si la línea del abonado lo permite, la señal puede ser en alta definición llegando a Full HD para sincronizaciones superiores a 10 megas. Además el servicio es multidispositivo, se puede sintonizar Orange TV hasta en 5 dispositivos simultáneamente siempre y cuando en ninguno de ellos coincida el mismo canal. Los dispositivos que permite son PC de Windows y Mac, tabletas y algunos móviles Android e iOS.

## Instalación
Para poder ver la televisión de Orange un instalador acude a tu domicilio con todo el equipo necesario: router (Livebox), decodificador y otros equipos. Gracias al descodificador que lleva el instalador para la puesta en servicio, el cliente no necesita tener la TDT conectada (si la antena de la casa está adaptada). El descodificador de Orange TV es compatible con los canales de TDT. En el caso de tener una Televisión inteligente en la que exista la aplicación de Orange TV, no se necesita descodificador.
El descodificador y el Livebox necesitan estar conectados. Esta conexión puede ser por cable o por Liveplug a través de la red eléctrica. El Liveplug facilita que la televisión esté en una habitación diferente al Livebox sin necesidad de cables.
El Pack se compone de dos dispositivos: uno de ellos se conecta a una toma eléctrica cercana al descodificador TV; el otro mediante cable Ethernet se conecta al puerto Ethernet del Livebox.
La instalación consiste en conectar el decodificador a internet mediante cable Ethernet, acceder con el usuario y contraseña proporcionado por Orange, y acceder a la oferta televisiva de Orange. Si la instalación es por Fibra Óptica, siempre te aseguras la mejor calidad HD. En cambio, por ADSL, muchos contenidos cuándo no hay suficiente velocidad tendrán que ser vistos únicamente en SD.

## Progresión de clientes
Durante el primer trimestre de 2009, Orange TV contaba con 99.000 abonados, mientras que a diciembre de 2015 el servicio cuenta con 140.000 abonados. A diciembre de 2016, Orange TV es la tercera plataforma de televisión por suscripción con más abonados en España, con 493 mil, equivalentes al 8% del mercado.

## Compatibilidad de dispositivos
Los siguientes dispositivos son compatibles con Orange TV y su hardware de visionado streaming:
- Orange TV dispone de cuatro decodificadores, siendo el más reciente el Descodificador Android TV, seguido por Descodificador TV Blu-ray Samsung BD-H6500, Nuevo Descodificador Orange TV y Descodificador TV OHD80.[19]
- Smart TV: Samsung y LG en todos los modelos a partir del año 2012 y los modelos de Sony que incorporan Android TV a partir del año 2015.
- Google Chromecast: en dispositivos Android, iOS y Web.
- Móviles y tabletas Android: versión de software 4.0 (Ice Cream Sandwich) y posteriores.
- Dispositivos Apple (iPhone, iPad y iPod touch): versión iOS 7 y posteriores.
- Web: se puede acceder a Orange TV a través de su página web orangetv.orange.es desde el navegador Mozilla Firefox o Safari.